# Athagad
Athagad (äldre namn Athgarh) är en stad i distriktet Cuttack i den indiska delstaten Odisha. Folkmängden uppgick till 17 304 invånare vid folkräkningen 2011.
Athgarh var förr huvudstad i ett furstendöme med samma namn, grundat under 1300-talet och styrt av en hinduisk dynasti.